# SMD LED Module

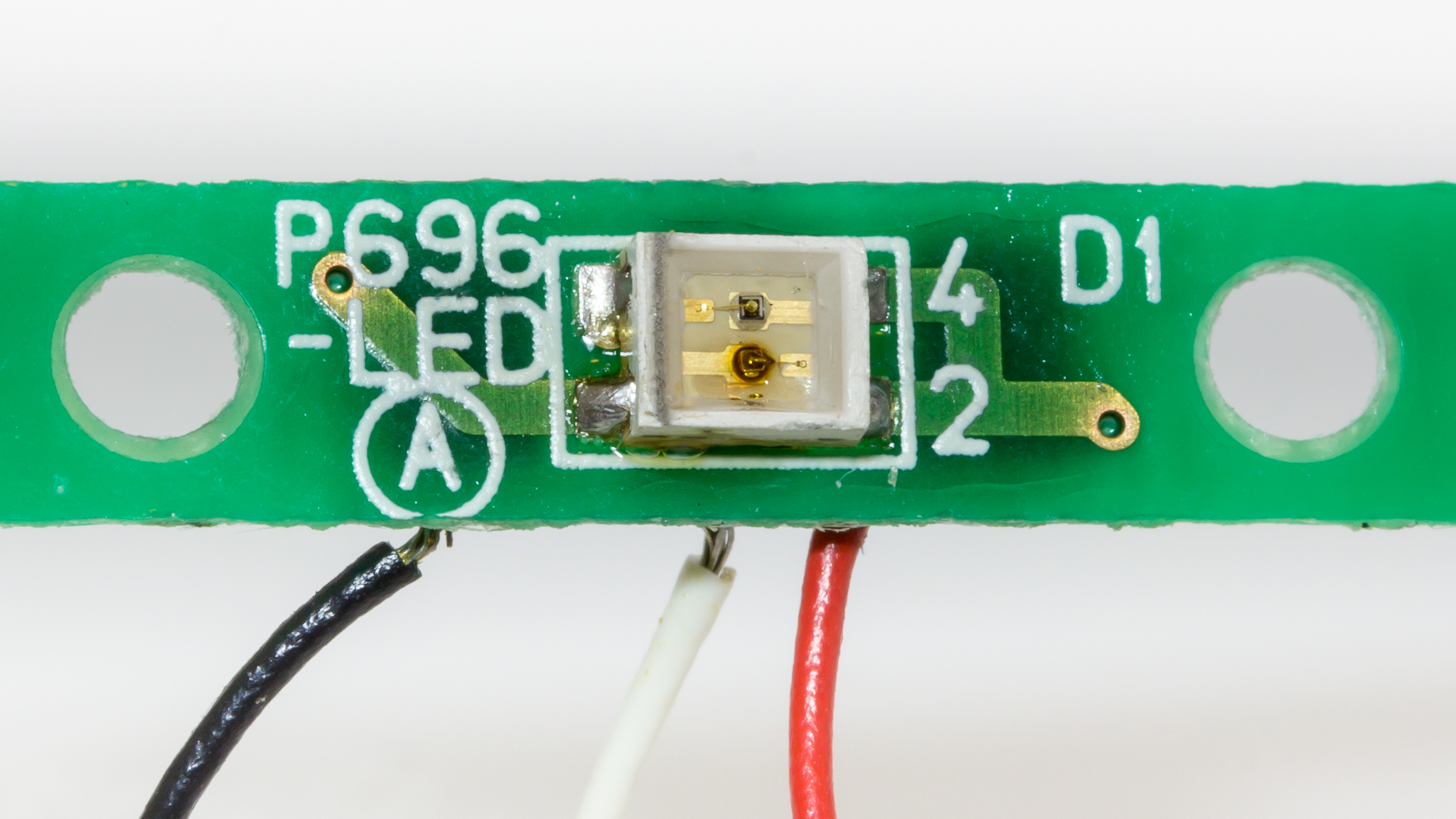
Світлодіодний модуль Duo SMD на друкованій платі. Розмір: 3 х 2,5 мм

Світлодіодний модуль SMD (світлодіодний модуль з поверхневим пристроєм) - це тип світлодіодного модуля, який використовує поверхневий монтаж (SMT) для монтажу світлодіодних чипів на друкованих платах.  Це самодостатній пристрій поверхневого монтування, який може функціонувати самостійно або з підключенням до сумісного пристрою.
Інші види світлодіодного освітлення, які не є SMD, є новими і більш потужними COB (чип на борту) і MCOB (мульті-COB), і є старі DIP LEDS, "Dual In Line Package", що забезпечують лише низький рівень люмінесценції.

## Поширені модулі
Світлодіодні модулі SMD описуються розмірами пакету світлодіодів, ідентифікаційною системою, яка тримається від часу, коли існували тільки монохромні світлодіоди SMD. Монохромні світлодіодні модулі SMD добре підходять для підкресленого освітлення, освітлення завдань і таке інше, і зазвичай випускаються в яскраво-білих або теплих білих варіантах. Однак поява багатобарвних світлодіодів SMD зробило цю систему ідентифікації модулів за розміром пакета трохи заплутаною. Таким чином, кінцевий користувач повинен мати велике знайомства з технологією, ніж це зазвичай очікується. Наприклад, модуль LED SMD 5050 є дуже популярним типом на сайтах онлайн-магазинів для використання в гнучких світлодіодних стрічках. Знаючи лише розумінням того, що індивідуальні світлодіодні модулі, які використовуються на "5050 смужці", мають розміри пакета 5,0 мм х 5,0 мм, не наводять на покупця на той факт, що більшість 5050  мають 3 індивідуальних світлодіода в цьому пакеті, один червоний, зелений і синій. У парі з відповідним світлодіодним контролером, ці SMD-світлодіодні пакети можуть формувати багато кольорів, змінюючи яскравість трьох індивідуальних світлодіодів, укладених у них.
Поширені типи світлодіодних модулів SMD: 5050 SMD LED модуль, 3528 SMD LED модуль, 3020 SMD LED модуль, 5630 SMD LED модуль і SMD 5730 LED модуль. Яскравість може змінюватись в залежності від режиму керування струм, що обернено впливає на Світлодіод та термін служби пристрою.

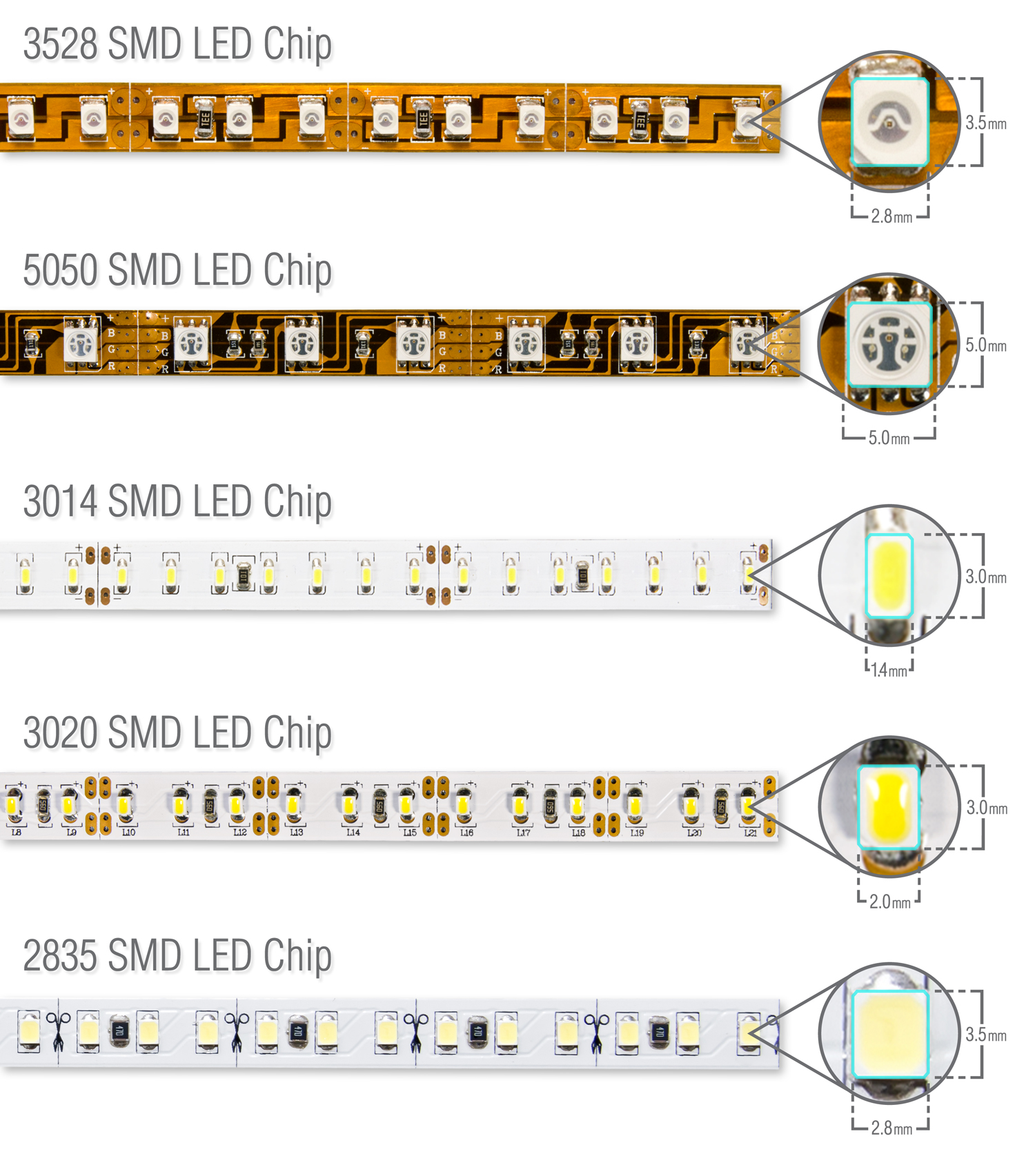
Порівняння світлодіодних модулів SMD, що використовуються на світлодіодній стрічці.

| SMD Світлодіодний модуль (модуль) | Розміри (мм x мм) | Потужність (Ватт) | Світловий потік (Люмен) | Індекс відображення кольорів (Ra) | Інтенсивність (Кандела) | Кут променя (ступінь) | Радіатор (є/немає) | Ефективність (мінімум) (lm/W) | Ефективність (максимум) (lm/W) | Кольори на Пакет SMD |
| --------------------------------- | ----------------- | ----------------- | ----------------------- | --------------------------------- | ----------------------- | --------------------- | ------------------ | ----------------------------- | ------------------------------ | -------------------- |
| 8520                              | 8.5 x 2.0         | 0.5 & 1           | 55-60                   | 80                                |                         |                       |                    | 110                           | 120                            | Монохром             |
| 7020                              | 7.0 x 2.0         | 0.5 & 1           | 40-55                   | 75-85                             |                         |                       |                    | 80                            | 110                            | Монохром             |
| 7014                              | 7.0 x 1.4         | 0.5 & 1           | 35-50                   | 70-80                             |                         |                       |                    | 70                            | 100                            | Монохром             |
| 5736                              | 5.7 x 3.6         | 0.5               | 40-55                   | 80                                | 15-18                   | 120                   | немає              | 80                            | 110                            |                      |
| 5733                              | 5.7 x 3.3         | 0.5               | 35-50                   | 80                                | 15-18                   | 120                   | немає              | 70                            | 100                            |                      |
| 5730                              | 5.7 x 3.0         | 0.5               | 30-45                   | 75                                | 15-18                   | 120                   | немає              | 60                            | 90                             |                      |
| 5630                              | 5.6 x 3.0         | 0.5               | 30-45                   | 70                                | 18.4                    | 120                   | немає              | 60                            | 90                             |                      |
| 5060                              | 5.0 x 6.0         | 0.2               | 26                      |                                   |                         |                       | немає              | 130                           |                                | монохром             |
| 5050                              | 5.0 x 5.0         | 0.2               | 24                      |                                   |                         |                       | немає              | 120                           |                                | моно або RGB         |
| 4014                              | 4.0 x 1.4         | 0.2               | 22-32                   | 75-85                             |                         |                       |                    | 110                           | 160                            |                      |
| 3535                              | 3.5 x 3.5         | 0.5               | 35-42                   | 75-80                             |                         |                       |                    | 70                            | 84                             |                      |
| 3528                              | 3.5 x 2.8         | 0.06-0.08         | 4-8                     | 60-70                             | 3                       | 120                   | немає              | 70                            | 100                            |                      |
| 3258                              | 3.2 x 5.8         |                   |                         |                                   |                         |                       |                    |                               |                                |                      |
| 3030                              | 3.0 x 3.0         | 0.9               | 110-120                 |                                   |                         |                       |                    | 120                           | 130                            |                      |
| 3020                              | 3.0 x 2.0         | 0.06              | 5.4                     |                                   | 2.5                     | 120                   | немає              | 80                            | 90                             |                      |
| 3014                              | 3.0 x 1.4         | 0.1               | 9-12                    | 75-85                             | 2.1-3.5                 | 120                   | є                  | 90                            | 120                            |                      |
| 2835                              | 2.8 x 3.5         | 0.2               | 14-25                   | 75-85                             | 8.4-9.1                 | 120                   | є                  | 70                            | 125                            |                      |
| 1206                              | 1.2 x 0.6         |                   | 3-6                     | 55-60                             |                         |                       |                    |                               |                                |                      |
| 1104                              | 1.1 x 0.4         |                   |                         |                                   |                         |                       |                    |                               |                                |                      |

## Застосування
Широко використовуються SMD світлодіодні модулі в Світлодіодних лампах, для підсвічування (дизайн освітлення), домашнє освітлення, вітрина, реклама, автомобільне освітлення салону, різдвяні вогні, і численні застовання в електроніці.